# Séisme de 2011 à Miyagi
Le séisme de 2011 à Miyagi est un tremblement de terre dont la magnitude est estimée à 7,1 survenu à Miyagi, au nord-est du Japon, le 7 avril 2011 à 14 h 23 min 19 s (UTC).
Plusieurs avertissements de tsunami ont été émis pour la côte nord-est de Honshu ; cependant, ils ont tous été annulés 90 minutes plus tard. Plus de 3 millions de foyers dans la région ont été privés d'électricité, et plusieurs centrales nucléaires ont subi de légers dysfonctionnements.

## Bilan
Le bilan provisoire de ce séisme (8 avril 2011) est de quatre morts.

## Victimes
- Quatre morts
- 141 blessés